# Soulvache
Soulvache település Franciaországban, Loire-Atlantique megyében. Lakosainak száma 339 fő (2022. január 1.). Soulvache Thourie, Teillay, Fercé és Rougé községekkel határos.

## Népesség
A település népessége az elmúlt években az alábbi módon változott:
| Lakosok száma | 582  | 430  | 402  | 393  | 372  | 356  | 350  | 343  | 339  | 339  |
|               | 1968 | 1982 | 1990 | 2006 | 2013 | 2015 | 2017 | 2019 | 2020 | 2022 |